# Night of the Swallow
Night of the Swallow è il quinto singolo della cantante inglese Kate Bush tratto dall'album del 1982 The Dreaming, pubblicato per il mercato irlandese.

## Il brano
Il brano parla di un contrabbandiere e della sua donna, che cerca di dissuaderlo dall'intraprendere il suo prossimo viaggio clandestino. Ma l'uomo insiste nel voler partire.
La musica divide in due parti: inizia come ballata al pianoforte, per poi finire in un più movimentato Irish folk. Il brano è infatti fortemente ispirato all'Irlanda, e vede la partecipazione di musicisti di gruppi folk irlandesi tra cui i Planxty e i Chieftains: in particolare, Bill Whelan suona la cornamusa, Liam O'Flynn le Uillean pipes e il Tin whistle, Seán Keane on violino e Dónal Lunny il Bouzouki.
Inoltre Whelan ha collaborato con Kate Bush agli arrangiamenti degli strumenti a corda.
Kate Bush ritorna in seguito su temi irlandesi, per esempio su Jig of Life dall'album Hounds of Love del 1985 e sul singolo Rocket Man del 1991, o Women of Ireland incisa in lingua gaelica nel 1996. Le influenze di questa musica su Kate Bush risalgono alla sua infanzia, essendo sua madre irlandese.

## Versioni
- 1983 – Kate Bush, Night of the Swallow, 45gg, EMI EMI IEMI 9001, Irlanda, prodotto da Kate Bush[6]. Questa versione contiene i brani seguenti:

1. Night of the Swallow – 5:52
2. Houdini – 3:52

Durata totale: 9:44
Il lato B del singolo Houdini, sempre tratto da The Dreaming, racconta la storia di Bess Houdini e di come lei cerchi di contattare suo marito Harry da morto.